# Bollate Softball 1969
Il Bollate Softball 1969 è una squadra di softball con sede a Bollate, nella città metropolitana di Milano. Conosciuta in precedenza come Bollate Softball Club, assunse l'attuale denominazione nel 2013. Con 13 scudetti, è la formazione più titolata d'Italia.

## Storia
Fondato dalla famiglia Soldi, il Bollate Softball Club nacque nel 1969 e l’anno successivo partecipò al secondo campionato nazionale, nel quale perse la finale contro Torino, campione in carica. Conquistò il primo scudetto nel 1972, quindi ne arrivarono altri sette fino al 1983. Nel 1996 e nel 1997 tornò al successo vincendo due campionati (diventando la prima squadra, finora l’unica, ad aggiudicarsi la stella) e le prime due Coppe Italia.
All’inizio del nuovo secolo aggiunse due nuovi scudetti alla bacheca. Nel 2013 avvenne un avvicendamento societario: Tino Soldi lasciò la guida a Guido Soldi e la nuova squadra mutò il nome in Bollate Softball 1969 A.S.D..
Non vinse nuovi trofei fino al 2017, quando conquistò una nuova Coppa Italia, grazie alla quale l’anno seguente poté trionfare per la prima volta in ambito europeo, con la vittoria della Coppa delle Coppe a Rotterdam. Il 2019 ha invece visto il Bollate divenire campione d’Europa grazie al successo in finale di Coppa dei Campioni contro il Bussolengo; il torneo si è tenuto fra le mura casalinghe. Nel 2020 torna a vincere la Serie A1 e il suo tredicesimo scudetto.

## Palmarès

### Competizioni nazionali
- Campionati italiani: 15

1972, 1973, 1976, 1978, 1979, 1980, 1981, 1983, 1996, 1997, 2003, 2005, 2020, 2021, 2023
- Coppe Italia: 4

1996, 1997, 2017, 2019

### Competizioni internazionali
- Coppe dei Campioni: 1

2019
- Coppe delle Coppe: 1

2018